# Синявка (Грязинский район)
Синя́вка — село Грязинского района Липецкой области. Административный центр Кузовского сельсовета.

## География
Расположена на правом берегу реки Байгоры, напротив впадения реки Телелюй. На противоположном берегу Байгоры — Красные Выселки.

## История
Синявка возникла в XVIII веке. Село известно с 1763 года, когда прошла первая "перепись населения" Синявки. Тогда в селе проживало 232 человека. Само село возникло между 1747 и 1763 годом, когда помещик Сергей Наумович Сенявин (1720 - 22.11.1782) перевёз туда крестьян из другого своего имения - села Конь-Колодезь сегодняшнего Хлевенского района Липецкой области. В XVIII веке называлось Малой Байгорой, а иногда просто Байгорой. До 1779 года село Сокольского уезда, позже - Липецкого уезда Тамбовского наместничества. В 1796 году Тамбовское наместничество стало именоваться губернией.
Судя по всему, до переселения сюда помещичьих крестьян, села не существовало вовсе и начало ему было положено когда Сенявины обустроили свою усадьбу, построив дом и деревянную церковь. Точно не известно как Сенявины получили здесь землю, была ли она куплена либо пожаловано за службу, требует дополнительного уточнения. После строительства церкви деревня Малая Байгора именуется в документах «сельцом». После смерти Сергея Наумовича Сенявина село переходит во владение его брата Алексея Наумовича. 
В 1797-1831 гг. селом владел Григорий Алексеевич Сенявин, в 1831-1851 гг. - тайный советник, товарищ министра внутренних дел и сенатор Иван Григорьевич Сенявин. При нём в имении Малая Байгора был построен винокуренный завод . В 1830-х гг. также была перестроена церковь. Активная деятельность Ивана Григорьевича по модернизации имений требовала существенных денежных вложений. Он неоднократно брал кредиты под залог имений в Государственном заемном банке и у частных лиц. Кредиты частично гасились за счет поступающих доходов от имений, но сумма долга постоянно росла. Неурожаи, пандемия холеры и пожары в 1830-1840-х годах приводят к полному расстройству финансовых дел. Некоторые имения Сенявина выкупают в казну. В июне 1851 года, не дожив до своего 50-летия, И.Г. Сенявин покончил жизнь самоубийством и был похоронен в кургане в парке имения Конь-Колодезь. Семья Сенявиных по-прежнему остро нуждалась в деньгах. В середине 1850-х гг. Малобайгорское имение было заложено.  
В 1856 году на дочери покойного И.Г. Сенявина - Евгении Ивановне Сенявиной (1829 - 1862), женился князь Александр Илларионович Васильчиков, относившийся к дворянству Новгородской губернии и имевший значительное состояние. Евгения Ивановна Васильчикова становится полноправной владелицей Малобайгорского имения. Потомки И.Г. Сенявина продолжают владеть домом вплоть до 1908 года.  
От их фамилии произошло современное название. Впервые этот перенос фамилии на название села фиксируется в 1861 году, когда крестьянские делегаты, во главе с помещиком ротмистром Александром Ивановичем Сенявиным, поднесли от имени крестьян общества Мало-Байгора-Сенявки письмо, с изявлениемъ верноподданнической признательности их по случаю издания всемилостивейшего манифеста и положений о новом устройстве быта помещичьих крестьян. 
В справочнике "Населенные места Российской империи в 500 и более жителей...", изданном по итогам первой всеобщей переписи населения в 1897 году, упоминается как Сенявка (Малая Байгара). Тогда в селе проживали 468 мужчин и 500 женщин.
Ранее центром сельсовета  было село Кузовка.
В селе есть кладбище. В 1835 году в Синявке была построена церковь Покрова Пресвятой Богородицы.

## Население
| 2010 | 2013 |
| ---- | ---- |
| 835  | ↘820 |